# Elias Blix

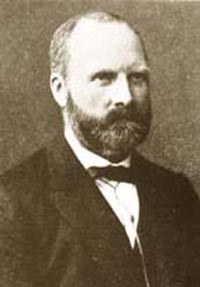
Elias Blix

Elias Blix (* 24. Februar 1836 in Gildeskål; † 17. Januar 1902 in Kristiania, heute Oslo) war ein norwegischer Professor, Dichter von Kirchenliedern und Politiker der Partei Venstre.

## Leben und Wirken
Elias Blix war der Sohn eines Bauern, wurde zunächst Lehrer und studierte später an der Königlichen Friedrichs-Universität Christiania Philosophie und Theologie (Examen 1866). Von 1871 bis 1872 studierte er an der Universität Leipzig und wurde zum Doktor der Theologie promoviert (1876). Drei Jahre später wurde er Professor. Er war Minister für Kirche und Bildung in der Regierung Johan Sverdrups von 1884 bis 1888.
Elias Blix hat sich besondere Verdienste für die norwegische Kirchensprache erworben, so übersetzte er den Kleinen Katechismus Luthers und große Teile der Bibel in Nynorsk. Außerdem schuf er Kirchenlieder, darunter Gud signe vårt dyre Fedreland (Gott segne unser teuer Vaterland).
Blix war mit Emma Hansen (1849–1927) verheiratet. Sie hatten neun Kinder, das bekannteste ist der Karikaturist Ragnvald Blix (1882–1958).